# ویلیام یکم
ویلیام یکم (به انگلیسی: William I of England) (زادهٔ ۰ ۱۰۲۸ – درگذشتهٔ ۹ سپتامبر ۱۰۸۷) که با عنوان ویلیام فاتح (به انگلیسی: William the Conqueror) (به فرانسوی: Guillaume le Conquérant) نیز شناخته می‌شود، نخستین پادشاه دودمان نورمن‌ها در انگلستان بود. وی از سال ۱۰۳۵ میلادی با نام گیوم دوم (به فرانسوی: Guillaume II) به عنوان دوک نورماندی و از سال ۱۰۶۶ میلادی تا زمان مرگش با نام ویلیام یکم به عنوان پادشاه انگلستان حکم راند.

## کودکی
ویلیام در ۱۰۲۷ یا ۱۰۲۸ میلادی، در فالز دوک‌نشین نورماندی از هرلوا، معشوقه روبر یکم، دوک نورماندی زاده شد. از این رو پیش از آن که جای پدر دوک نورماندی شود، به ویلیام حرام‌زاده مشهور بود. او تنها پسر روبر بود و به همین دلیل پس از مرگ پدر، با همهٔ آوازه‌اش به حرام‌زادگی، بی‌دغدغه بر جای او نشست.

## پادشاهی انگلستان
سال ۱۰۶۶ میلادی ادوارد، پادشاه انگلستان بی آن که فرزندی داشته باشد، درگذشت. ویلیام به سبب خویشاوندی دوری که با ادوارد داشت، مدعی جانشینی او شد. در طرف دیگر، پادشاهان اسکاندیناوی نیز همچنان انگلستان را حق خود می‌دیدند. در همین حال انجمن ویتناگمونت، هارولد گادوینسن، ارل نیرومند وسکس را با تباری نیمه اسکاندیناویایی به پادشاهی انگلستان برگزید. نیروهای هارولد، پادشاه نروژ و ویلیام در فاصله چند هفته قدم در خاک شمال و جنوب انگلستان گذاشتند. سپاهیان اسکاندیناویایی در نبرد استمفورد بریج شکست سختی از انگلیسی‌ها متحمل شدند و هارولد، پادشاه نروژ در جریان آن کشته شد. با این وجود ویلیام در نبرد هیستینگز بر رقیب فائق آمد. هارولد در این نبرد کشته شد و زان پس ایستادگی‌های پراکندهٔ انگلیسی‌ها نتوانست جلوی گسترش قدرت ویلیام را به سراسر انگلستان بگیرد.
با تکیه زدن ویلیام بر تخت پادشاهی انگلستان، ادعاهای تبار کانوت بزرگ بر این کشور به سادگی به پایان نرسید اما پس از شکست در چند مورد، به مرور در آخرین مرحله از خود به همان حملات غارتگرانه اولیه تغییر یافت. سلطنت ویلیام بر انگلستان موجب شد سرزمین‌های دو طرف کانال مانش برای قریب به یک و نیم قرن تحت حاکمیتی مشترک قرار بگیرد و انگلستان با خروج از نفوذ نورس‌ها برای همیشه به جریان سیاسی و فرهنگی اروپای غربی بپیوندد.

## فرشینه بایو
پس از آنکه ویلیام فاتح در سال ۱۰۶۶ به انگلستان تاخت، یکی از بستگانش نقش‌های بافته شدهٔ زیبایی را روی یک پرده دیوارکوب بزرگ نقاشی کرد. مجموعه این تصویرها که بر روی پارچه کتان و به یادبود آن پیروزی ترسیم شده‌اند، به فرشینه بایو مشهور است. ۷۲ تصویر این پرده ۷۰ متری، داستان پیروزی ویلیام را نشان می‌دهند و حروف و کلمات لاتین روی آن، ماجرای تصویرها را شرح می‌دهند.